# Volo Air Bagan 011
Il volo Air Bagan 011 è stato un collegamento passeggeri domestico da Yangon a Heho, in Myanmar. Il 25 dicembre 2012, il Fokker F100 operante sulla rotta si schiantò a poca distanza dalla pista dell'aeroporto di Heho nella nebbia, fermandosi in una risaia ed esplodendo in fiamme. Una delle 71 persone a bordo e un motociclista a terra rimasero uccisi e più di 10 persone rimasero ferite.
Il Myanmar Accident Investigation Bureau (MAIB) concluse che i piloti non avevano seguito la procedura corretta per l'avvicinamento a Heho. Durante il tentativo di atterraggio, l'equipaggio aveva deciso di continuare la discesa al di sotto dell'altitudine minima di decisione (MDA) anche se non aveva ottenuto il contatto visivo con la pista. L'elevato carico di lavoro dei piloti e la decisione di assegnare al primo ufficiale il ruolo di pilota ai comandi (PF) senza una sufficiente capacità di giudizio avevano ulteriormente contribuito all'incidente.

## L'aereo
Il velivolo era un Fokker F100 di 21 anni, prodotto nel 1991 e registrato PH-CFE. Prima di essere di proprietà di Air Bagan, l'aereo era stato utilizzato da diverse compagnie aeree europee, tra cui Air Europe, Air Littoral e British Midland Airways. L'aereo era stato di proprietà di Air Bagan dal 2005 al 2008 e successivamente era stato venduto a Myanmar Airways International per un anno. Era stato poi consegnato nuovamente ad Air Bagan nel 2009. L'aereo aveva accumulato un totale di 32 584 cicli di volo.
Nonostante l'età avanzata, l'aereo aveva superato l'ultimo controllo di manutenzione pesante a novembre. L'ultimo check era stato effettuato solo due giorni prima del volo dell'incidente.

## Passeggeri ed equipaggio
A bordo dell'aereo c'erano 65 passeggeri e 5 membri dell'equipaggio. La maggior parte dei passeggeri era straniera, ma il numero esatto non è noto. Secondo quanto riferito, tra i passeggeri vi erano cittadini di Australia, Francia, Germania, Corea, Svizzera, Taiwan, Regno Unito e Stati Uniti. Gli altri erano birmani.
Le autorità non hanno rivelato l'identità del comandante e del primo ufficiale. Tuttavia, secondo il rapporto investigativo, il primo era un pilota esperto di 49 anni con 5 937 ore di volo totali era comandante di Fokker F100 da 6 anni e aveva 2 547 ore di volo quel tipo di aereo. Il primo ufficiale aveva accumulato solo 849 ore di volo totali, di cui 486 sugli F100.

## L'incidente
Il volo 011 era un volo dalla più grande città della Birmania, Yangon, a Heho, con scalo a Mandalay. La rotta era popolare tra i turisti in quanto Heho era la porta principale per il Lago Inle, una delle principali mete turistiche del Paese. Il Fokker 100 era partito dall'aeroporto Internazionale di Yangon al mattino per la prima tratta verso l'aeroporto Internazionale di Mandalay. A Mandalay erano sbarcati 60 passeggeri e 40 erano saliti a bordo. Con un totale di 71 persone, l'aereo era partito da Mandalay alle 08:26 ora locale per Heho. Il primo ufficiale era stato designato come pilota per la tratta, mentre il comandante era stato incaricato delle comunicazioni radio.
All'approssimarsi di Heho, il controllo del traffico aereo comunicò all'equipaggio le condizioni meteorologiche locali: vento calmo, visibilità di 3000 m e "nebbia distinta". Poiché c'era nebbia, l'equipaggio decise di effettuare un avvicinamento non di precisione. Alle 08:47 circa ora locale, i piloti iniziarono una procedura di avvicinamento non di precisione NDB alla pista 36 di Heho. A circa 10 miglia nautiche (19 km) dall'aeroporto, riferirono di aver ottenuto il contatto visivo con la pista. L'aereo venne quindi configurato per l'atterraggio.
Poiché l'aereo era allineato con la pista 36, l'equipaggio decise di scendere ulteriormente. Tuttavia, il velivolo entrò in alcune nubi e i piloti persero il contatto visivo con la pista. Il comandante esclamò "Non va bene" e ordinò al primo ufficiale di premere il pulsante di mantenimento dell'altitudine in modo che l'autopilota mantenesse l'altitudine dell'aereo. Il comandante premette quindi la manopola dell'altitudine e cercò di scollegare l'autopilota. Allo stesso tempo, l'EGPWS avvertì l'equipaggio della diminuzione dell'altitudine.
Alle 08:53 ora locale, a circa 0,7 miglia nautiche (1,3 km) dalla testata della pista, l'aereo urtò linee elettriche e alberi. Durante l'impatto, l'ala sinistra si separò, rompendo i condotti del carburante. I detriti e il carburante dell'aereo colpirono una moto di passaggio che trasportava due persone. Il velivolo andò subito in fiamme. Il primo ufficiale dichiarò "Mayday" e venne effettuata un'evacuazione. Delle 8 uscite di emergenza, due non vennero utilizzate perché sopra l'ala destra, che era in fiamme.
I vigili del fuoco di Heho arrivarono sul luogo dell'incidente in 10 minuti, anche se con qualche difficoltà dovuta alla posizione dell'incidente. Almeno nove veicoli dei vigili del fuoco locali vennero impiegati per assistere le operazioni di soccorso. Anche la polizia locale e i cittadini parteciparono all'evacuazione degli occupanti dell'aereo. L'incidente provocò dieci feriti gravi, tra cui due membri dell'equipaggio, sette passeggeri e una persona a terra. Di queste, otto vennero trasportate a Yangon e altre due a Bangkok per ulteriori cure. Altri occupanti feriti vennero trasportati a Taunggyi, capitale dello Stato Shan, per essere trattati. Un totale di 61 persone venne classificato come ferito lieve o illeso. Due persone rimasero uccise dall'incidente, un passeggero e uno degli occupanti della moto in transito.

## Le indagini
Il 26 dicembre, le autorità birmane costituirono il Myanmar Accident Investigation Bureau. La squadra era guidata dal vicedirettore generale del dipartimento, U Win Swe Tun, e composta da altri quattro membri. Lo stesso giorno, gli investigatori riuscirono a recuperare i registratori di volo del velivolo dal relitto. Inizialmente il team aveva previsto di inviare i registratori di volo a Singapore per analizzarli, ma ciò fu ritenuto impossibile a causa delle cattive condizioni di entrambi i registratori. I registratori di volo vennero successivamente inviati all'Australian Transport Safety Bureau per le analisi.
Secondo le prime dichiarazioni delle autorità, i piloti avrebbero scambiato una strada per la pista dell'aeroporto in condizioni di scarsa visibilità. L'amministratore delegato di Air Bagan U Thet Htoo Htwe dichiarò che l'aereo era idoneo al volo e che entrambi i piloti avevano seguito le procedure operative standard.

### Le cause
Durante l'avvicinamento a Heho, l'equipaggio aveva scelto di effettuare un avvicinamento con radiofaro non direzionale (NDB). Trattandosi di un avvicinamento NDB, l'equipaggio doveva prima passare l'NDB di Heho e poi virare a destra per una prua di 220. L'equipaggio doveva poi virare a sinistra per una prua di 010 per allinearsi alla pista. Successivamente, doveva virare a sinistra verso la prua 010 per allinearsi alla pista. Il registratore di volo, tuttavia, mostrava come l'equipaggio avesse virato prima dell'NDB di Heho e successivamente avesse dovuto correggere nuovamente la rotta per compensare la virata prematura.
Il volo 011 era entrato in contatto con le nuvole che ostacolavano il contatto visivo con la pista precedentemente stabilito. Le procedure operative standard di Air Bagan prevedevano che un ufficiale di volo non fosse autorizzato a condurre un atterraggio in condizioni di tempo inclemente e che fosse assegnato al PNF per monitorare gli strumenti dell'aeromobile. Poiché la visibilità in quel momento era inferiore a 3 000 piedi (910 m), il comandante avrebbe dovuto essere ai comandi invece del primo ufficiale.
Quando il volo 011 raggiunse l'altitudine minima di discesa (MDA) di 530 piedi (160 m), che era la quota minima consentita se l'equipaggio non aveva un contatto visivo con la pista, suonò l'allarme GPWS. L'avviso venne ignorato perché l'equipaggio stava cercando di individuare la pista. L'aeromobile continuava a scendere e l'equipaggio non era ancora in grado di ottenere il contatto visivo con la pista, poiché la presenza di nebbia aveva deteriorato la visibilità. Il comandante disse: "Non va bene, mantenere l'altitudine", istruendo il primo ufficiale a premere il pulsante di mantenimento dell'altitudine in modo che l'autopilota mantenesse l'altitudine dell'aereo.
Le procedure operative standard (SOP) di Air Bagan stabilivano chiaramente che se un aeromobile avesse superato l'altitudine minima di discesa dell'aeroporto in condizioni di tempo inclemente, l'avvicinamento doveva essere interrotto; pertanto, l'equipaggio avrebbe dovuto eseguire la procedura di mancato avvicinamento. L'equipaggio, tuttavia, decise di premere il pulsante di mantenimento dell'altitudine, anche se si trovava a circa 100 piedi (30 m) dal suolo. Poiché l'aereo era già troppo basso per un mancato avvicinamento, si schiantò sugli alberi che fecero separare l'ala sinistra.
La consapevolezza situazionale dell'equipaggio si era deteriorata a causa dell'elevato carico di lavoro, anche per la presenza di altri aeromobili dietro il volo 011. Poiché l'equipaggio era preoccupato per l'atterraggio, il comandante non poté rivolgersi all'ufficiale di volo per risolvere i problemi relativi alla posizione e alla velocità di discesa dell'aeromobile.

### Conclusioni
Il rapporto finale ha concluso che la causa principale dell'incidente è stata la decisione dell'equipaggio di scendere al di sotto dell'altitudine minima di discesa prevista dalla procedura di avvicinamento di 530 piedi (160 m), senza avere la pista in vista. A quel punto, la procedura operativa standard della compagnia aerea avrebbe richiesto l'avvio immediato di una riattaccata. Il rapporto ha citato come fattori contribuenti l'inadeguata valutazione del rischio da parte del comandante nel designare il primo ufficiale come pilota ai comandi per l'avvicinamento nelle condizioni meteorologiche date, e una maggiore pressione sull'equipaggio di volo per completare l'atterraggio a causa della presenza di altri aerei in avvicinamento a Heho, in quel momento. Sono state formulate tre raccomandazioni di sicurezza.